# ورباندس‌لیگا
ورباندس‌لیگا (انگلیسی: Football Association League) ششمین سطح از فوتبال باشگاهی در آلمان (سیستم لیگ فوتبال آلمان) است. ورباندس‌لیگا در تعدادی از ایالت‌های آلمان به عنوان سطح هفتم و هشتم طبقه‌بندی می‌شود.
ورباندس‌لیگا توسط فدراسیون فوتبال آلمان (Deutscher Fußball-Bund) سازماندهی می‌شود، ساختار این لیگ از یک ایالت به ایالت دیگر تا حدودی متفاوت است. در ایالت‌های نوردراین-وستفالن (راین میانه و پایین راین)، ساکسونی، تورینگن، هامبورگ، نیدرزاکسن، برمن، و بایرن، لندس‌لیگاها پایین‌تر از اوبرلیگا (سطح پنجم) قرار می‌گیرند بنابراین در سطح ششم طبقه‌بندی می‌شوند. سایر ایالت‌ها و مناطق مانند نوردراین-وستفالن، راینلاند-فالتس، و بادن-وورتمبرگ، هر کدام سیستم لیگ خود را اجرا می‌کنند. علاوه بر این، در برخی از مناطق یا ایالت‌ها، مانند هسن، وستفالن، و شلسویگ-هولشتاین، لندس‌لیگا به عنوان سطح ششم شناخته می‌شود.